# Jan Pocek
Jan Pocek, właśc. Jan Poczek (ur. 4 maja 1917 w Zabłociu, zm. 26 czerwca 1971 w Kaleniu) – współczesny polski pisarz ludowy, działacz społeczny i literacki.

## Życiorys
W 1930 roku Jan Pocek ukończył siedmioklasową Szkołę Powszechną w Markuszowie, uzyskując na świadectwie siódmej klasy ogólną ocenę bardzo dobrą. Pocek wstąpił do miejscowego koła Związku Młodzieży Wiejskiej RP „Wici”. Wkrótce został sekretarzem związku sąsiedzkiego. Organizacja ta, a zwłaszcza jej organ prasowy, tygodnik „Wici”, wywarły decydujący wpływ na kształtującą się osobowość przyszłego poety. Wiersze drukowane na łamach „Wici” różniły się znacznie od tradycyjnych wzorów literatury Ludowej. Utwory wiciarzy wyrażały gorące pragnienie przebudowy społecznej i kulturalnej wisi.
Pocek pod koniec 1945 roku został członkiem Oddziału Wiejskiego Związku Zawodowego Literatów Polskich. Dorywczo pracował w spółdzielni rolnej w Markuszowie. Rok później zapisał się na Spółdzielczy Kurs Korespondencyjny. W latach 1945–1947 ogłosił w prasie około trzydziestu wierszy. W czerwcu 1949 roku Pocek złożył w „Czytelniku” swój nowy tomik wierszy zatytułowany Chłopskim słowem. Tomik ten nie ukazał się i nie wiadomo nawet, jakie zawierał utwory. W okresie rodzącego się socrealizmu jego wiersze były nie do przyjęcia. W listopadzie 1948 roku złożył podanie o pracę w Zarządzie Głównym Towarzystwa Uniwersytetów Ludowych. Odpowiedziano mu, że w związku z reorganizacją instytucji niemożliwe jest skorzystanie z jego oferty.
3 kwietnia 1948 roku zawarł związek małżeński z Marianną Wiśniecką we wsi Kaleń.
W latach 50. XX wieku Pocek został członkiem Stowarzyszenia Dziennikarzy Polskich i Związku Zawodowego Pracowników Przemysłu Graficznego, Prasy i Wydawnictw. Jako dziennikarz nie osiągnął jednak fortuny. W Warszawie przebywał do 1957 roku. Po powrocie do Kalenia krótko pracował w Markuszowie jako magazynier piekarni, ale ze względu na zły stan zdrowia zrezygnował z tego zajęcia. Zajął się pracą na roli. Wkrótce odnalazł się jako poeta. Jakby nie istniała kilkuletnia przerwa, powrócił do dawnej poetyckiej wizji świata. W 1959 roku wiersze Pocka ukazały się w „Chłopskiej Drodze” i „Orce”. W tym samym roku otrzymał pierwszą nagrodę w konkursie poetów ludowych ogłoszonym przez Lubelski Oddział Stowarzyszenia PAX.
W roku 1965 zwołano w Lublinie pierwszy Ogólnopolski Zjazd Pisarzy Ludowych. Powołano do życia Międzywojewódzki Klub Pisarzy Ludowych. Jan Pocek został wiceprzewodniczącym jego zarządu. W roku 1967 z okazji jubileuszu pięćdziesięciolecia urodzin otrzymał za całokształt twórczości Literackiej nagrodę Prezydium Wojewódzkiej Rady Narodowej w Lublinie. Był również członkiem, założycielem Stowarzyszenia Twórców Ludowych w 1968 r.
Jan Pocek zmarł w Kaleniu 26 czerwca 1971 roku i został pochowany na cmentarzu w Markuszowie. W roku następnym, dzięki staraniom Stowarzyszenia Twórców Ludowych, z funduszu Ministerstwa Kultury i Sztuki oraz Wydziału Kultury PWRN w Lublinie, na grobie poety postawiono obelisk wykonany przez artystę plastyka Mariana Śwista. W 1983 roku w Markuszowie odsłonięty został jego pomnik. Spuścizna poety została przekazana do Muzeum im. Józefa Czechowicza w Lublinie.
W dowód uznania dla talentu zmarłego poety, 9 stycznia 1972 roku redakcja „Chłopskiej Drogi” ustanowiła doroczną nagrodę artystyczną Im. Jana Pocka, przyznawaną ludowemu twórcy wyróżniającemu się talentem, wyobraźnią i prącą w dziedzinie literatury lub plastyki ludowej. Od 1972 roku Stowarzyszenie Twórców Ludowych organizuje doroczny Ogólnopolski Konkurs Literacki im. Jana Pocka, adresowany do pisarzy amatorów, związanych ze środowiskami wiejskimi i prowincjonalnymi, „zakorzenionymi” w kulturze ludowej lub odwołujących się do jej wartości i estetyki. Nagroda i konkurs utrwalają pamięć poety z Kalenia, wzbudzają też coraz szersze zainteresowanie jego twórczością.

## Dzieła
- 1947, Łódź: Zgrzebne pieśni
- 1963, Lublin: Malwy
- 1973, Łódź: Wiersze
- 1981, Inowrocław: Głosy ziemi
- 1980,1984 Lublin: Poezje
- 1990, „Twórczość Ludowa”: Jakże mi rzucić, Jeszcze
- 1988, Inowrocław: Pocek
- 1991, „Twórczość Ludowa”: Chłopskim słowem, Frasobliwy, Powrócę, Przybiłem, Rodzinna wieś
- 2017, Lublin: Poezje